# Kaafu
Malé Atholhu (Malé-Atoll, Dhivehi މާލެ އަތޮޅު), mit der Thaana-Buchstabenkennung ކ (Kaafu), ist ein Verwaltungsgebiet (Verwaltungsatoll) in der zentralen Ostkette der Malediven mit 10.896 Einwohnern (Stand: 2006).
Zum Verwaltungsgebiet Kaafu zählen (von Nord nach Süd) folgende Atolle:
- Kaashidhoo
- Gaafaru-Atoll
- Nord-Malé-Atoll
- Süd-Malé-Atoll.

Die im Süden des Nord-Malé-Atolls gelegenen Inseln Malé, Hulhumalé, Villingili und Hulhulé gehören allerdings nicht zum Verwaltungsgebiet Kaafu, sondern werden unmittelbar von der maledivischen Hauptstadt Malé aus verwaltet.
Thulusdhoo, der Hauptort des Verwaltungsgebiets Kaafu, liegt auf der gleichnamigen Insel im Osten des Nord-Malé-Atolls.
Kaafu besteht aus insgesamt 99 Inseln, wovon 10 bewohnt sind.